# Ареф, Адель
Адель Ареф (фр. Adel Aref; род. 1980) — бывший профессиональный теннисный арбитр, спортивный функционер.

## Биография
В 16 лет был вынужден завершить карьеру теннисиста из-за тяжёлой травмы. Бакалавр Французского лицея La Marsa в Тунисе  и Дубайской международной бизнес-школы.
Перейдя на судейскую должность, добился на этом поприще немалых успехов. Уже в 24 года Ареф получил Золотой значок ITF — наивысшую категорию арбитра в международном теннисе. Он стал самым молодым судьёй, когда-либо добивавшимся данного  звания. Работал более чем на 30 турнирах ATP и WTA, включая серию Большого шлема и Олимпийские игры. В 2006 году во время матча между сборными Великобритании и Сербии и Черногории на Davis Cup вступил в перепалку с Энди Марреем, посчитавшим работу Арефа предвзятой. Теннисист на оскорбления судьи был оштрафован на 2,5 тысячи долларов США. Позднее они помирились .
В 2008 году Адель Ареф стал директором по маркетингу, брендингу и игровым услугам в Федерации тенниса Катара (QTF).  В настоящее время работает в штабе президента футбольного клуба ПСЖ Нассера Аль-Хелаифи и является пиар-директором телеканала beIN Sports, также входящим в структуру под управлением Аль-Хелаифи.